# Coming Home Live
Albums de Scorpions
Rock Believer
(2022)
Albums live de Scorpions
MTV Unplugged : Live In Athens
(2013)
Singles
1. Blackout
Sortie : 1er août 2025

Coming Home Live est le titre du septième album live du groupe de hard rock allemand Scorpions, qui sortira le 14 novembre 2025 via les labels Spinefarm, Vertigo et BMG. Il a été enregistré en intégralité lors du concert anniversaire donné le 5 juillet 2025 au stade allemand Heinz von Heiden Arena de Hanovre, ville natale du groupe, à l’occasion de leur 60 ans de carrière, avec Judas Priest et Alice Cooper en tant qu'invités spéciaux. Ce concert est intitulé "Scorpions and friends : Coming Home to Hannover". Le premier single de l'album live, Blackout est publé le 1août, et son clip le 2 août. 
Parallèlement, le groupe sortira une compilation le 26 septembre 2025, intitulé From the First Sting.

## Arrière-plan
Lors d'une conférence de presse, Scorpions annonce un concert anniversaire dans sa ville natale, Hanovre, le 5 juillet 2025 pour célébrer les 60 ans de carrière du groupe. Il déclare également que les groupes Judas Priest et Alice Cooper seront présent lors de l'évènement. 
Rudolf Schenker, guitariste rythmique et fondateur du groupe déclara : « À l'époque, nous voulions simplement faire partie de la famille mondiale du rock ; c'était notre rêve. Depuis, nous avons partagé la scène avec Aerosmith et Kiss, Metallica, AC/DC...».
« C'est l'élément le plus important », déclare Klaus Meine, chanteur de la formation. « Et le plus fort : les Scorpions sont un groupe qui, depuis ses débuts, a trouvé sa place sur scène, sur certaines des plus grandes scènes du monde, dans les plus grands stades et arènes. Conquérir les fans et offrir un spectacle exceptionnel en live a toujours été un défi. ».
Le guitariste principal des Scorpions, Matthias Jabs, déclare : « Je n'aime pas penser au passé. Je préfère penser à ce que nous faisons maintenant ou à ce que nous ferons. C'est pourquoi, pour moi, le concert au stade de Hanovre est le plus important en ce moment. ».
Le concert en question, comprend 18 chansons dont d'inombrabes classiques (Rock You Like a Hurricane, Still Loving You, Wind of Change, Big City Nights, Send Me an Angel, Blackout, The Zoo, Make It Real, Bad Boys Running Wild, Coast to Coast), un medley années 1970 qui contient 4 chansons de l'ère Uli Jon Roth (Top of the Bill, Steamrock Fever, Speedy's Coming, Catch Your Train), un solo de guitare de Matthias Jabs et un solo de batterie de Mikkey Dee ainsi que d'autres chansons tels que Coming Home, Tease Me Please Me, Loving You Sunday Morning et I'm Leaving You.

## Liste des pistes
| 1.  | Intro                                                                                      | -                                                               |  |
| 2.  | Coming Home                                                                                | Love at First Sting                                             |  |
| 3.  | Gas in the Tank                                                                            | Rock Believer                                                   |  |
| 4.  | Make It Real                                                                               | Animal Magnetism                                                |  |
| 5.  | The Zoo                                                                                    | Animal Magnetism                                                |  |
| 6.  | Coast to Coast                                                                             | Lovedrive                                                       |  |
| 7.  | Top of the Bill / Steamrock Fever / Speedy's Coming / Catch Your Train (medley années '70) | In Trance / Taken by Force / Fly to the Rainbow / Virgin Killer |  |
| 8.  | Bad Boys Running Wild                                                                      | Love at First Sting                                             |  |
| 9.  | Delicate Dance (solo de guitare de Matthias Jabs)                                          | -                                                               |  |
| 10. | Send Me an Angel                                                                           | Crazy World                                                     |  |
| 11. | Wind of Change                                                                             | Crazy World                                                     |  |

| 1. | Loving You Sunday Morning                          | Lovedrive           |  |
| 2. | I'm Leaving You                                    | Love at First Sting |  |
| 3. | New Vision (solo de batterie de Mikkey Dee)        | -                   |  |
| 4. | Tease Me Please Me                                 | Crazy World         |  |
| 5. | Big City Nights                                    | Love at First Sting |  |
| 6. | Still Loving You                                   | Love at First Sting |  |
| 7. | Blackout (rappel)                                  | Blackout            |  |
| 8. | Rock You Like a Hurricane (final avec pyrotechnie) | Love at First Sting |  |

## Personnel
- Rudolf Schenker - guitare rythmique
- Klaus Meine - chant
- Matthias Jabs - guitare soliste
- Pawel Maciwoda - basse
- Mikkey Dee - batterie